# Emanuela Pierantozzi
Emanuela Pierantozzi, née le 22 août 1968 à Bologne, est une ancienne judokate italienne.

## Biographie
Emanuela Pierantozzi s'illustra dans la catégorie des poids moyen (-66 kg) jusqu'en 1999 avant de combattre chez les poids mi-lourd (-78 kg). Elle commence à se faire connaître à la fin des années 1980 par des podiums aux championnats d'Europe puis devient championne du monde à Belgrade en 1989. 
Elle conserve ce titre en 1991 puis participe aux Jeux olympiques de Barcelone en 1992 où le judo féminin fait son apparition. Elle y réalise un parcours presque sans faute mais est battue en finale par la Cubaine Odalis Revé. Elle obtient donc la médaille d'argent, la première récompense olympique pour une judokate italienne. 
Par la suite, la Bolonaise connaît un passage à vide n'apparaissant plus qu'occasionnellement sur les podiums européens. Elle participe aux Jeux d'Atlanta en 1996 avec l'espoir de conquérir une nouvelle récompense mais est éliminée prématurément. Cependant, la judokate entame dès lors un retour sur les podiums internationaux en gagnant successivement les Jeux Méditerranéens puis une médaille aux mondiaux de Paris en 1997. Concourant désormais dans la catégorie de poids supérieure, celle des poids mi-lourd, elle gagne son billet pour ses troisièmes J.O., organisés à Sydney en 2000, où elle remporte une médaille de bronze. Cette compétition est sa dernière puisqu'elle annonce sa retraite sportive à l'issue de l'épreuve olympique.

## Palmarès

### Jeux olympiques
- Jeux olympiques de 1992 à Barcelone (Espagne) :
  -  Médaille d'argent dans la catégorie des poids moyen (-66 kg).
- Jeux olympiques de 2000 à Sydney (Australie) :
  -  Médaille de bronze dans la catégorie des poids mi-lourd (-78 kg).

### Championnats du monde
- Championnats du monde 1989 à Belgrade (Yougoslavie) :
  -  Médaille d'or dans la catégorie des poids moyen (-66 kg).
- Championnats du monde 1991 à Barcelone (Espagne) :
  -  Médaille d'or dans la catégorie des poids moyen (-66 kg).
- Championnats du monde 1997 à Paris (France) :
  -  Médaille de bronze dans la catégorie des poids moyen (-66 kg).

### Championnats d'Europe
| Catégorie / Année       | 1988 | 1989 | 1991 | 1992 | 1993 | 1995 | 1996 | 1997 | 2000 |
| ----------------------- | ---- | ---- | ---- | ---- | ---- | ---- | ---- | ---- | ---- |
| poids moyen (-66 kg)    | 2e   | 1er  | 3e   | 1er  | 3e   | 2e   | 2e   | 5e   | -    |
| poids mi-lourd (-78 kg) | -    | -    | -    | -    | -    | -    | -    | -    | 5e   |

### Divers
- Tournoi de Paris (France) :
  - 4 podiums dont 3 victoire en 1989, 1991, 1999.
- Jeux Méditerranéens
  -  Médaille d'or en 1997 à Bari (Italie).